# Rijksbeschermd gezicht Hoorn
Gezicht Hoorn is een van rijkswege beschermd stadsgezicht in Hoorn in de Nederlandse provincie Noord-Holland. De procedure voor aanwijzing werd gestart op 21 februari 1967. Het gebied werd op 24 juli 1970 definitief aangewezen. Het beschermd gezicht beslaat een oppervlakte van 61 hectare.
Panden die binnen een beschermd gezicht vallen krijgen niet automatisch de status van beschermd monument. Wel zal de gemeente het bestemmingsplan aanpassen om nieuwe ontwikkelingen in het gebied te reguleren. De gezichtsbescherming richt zich op de stedenbouwkundige en cultuurhistorische waardering van een gebied en wil het toekomstig functioneren daarvan veiligstellen.

## Cultuurhistorische waarde

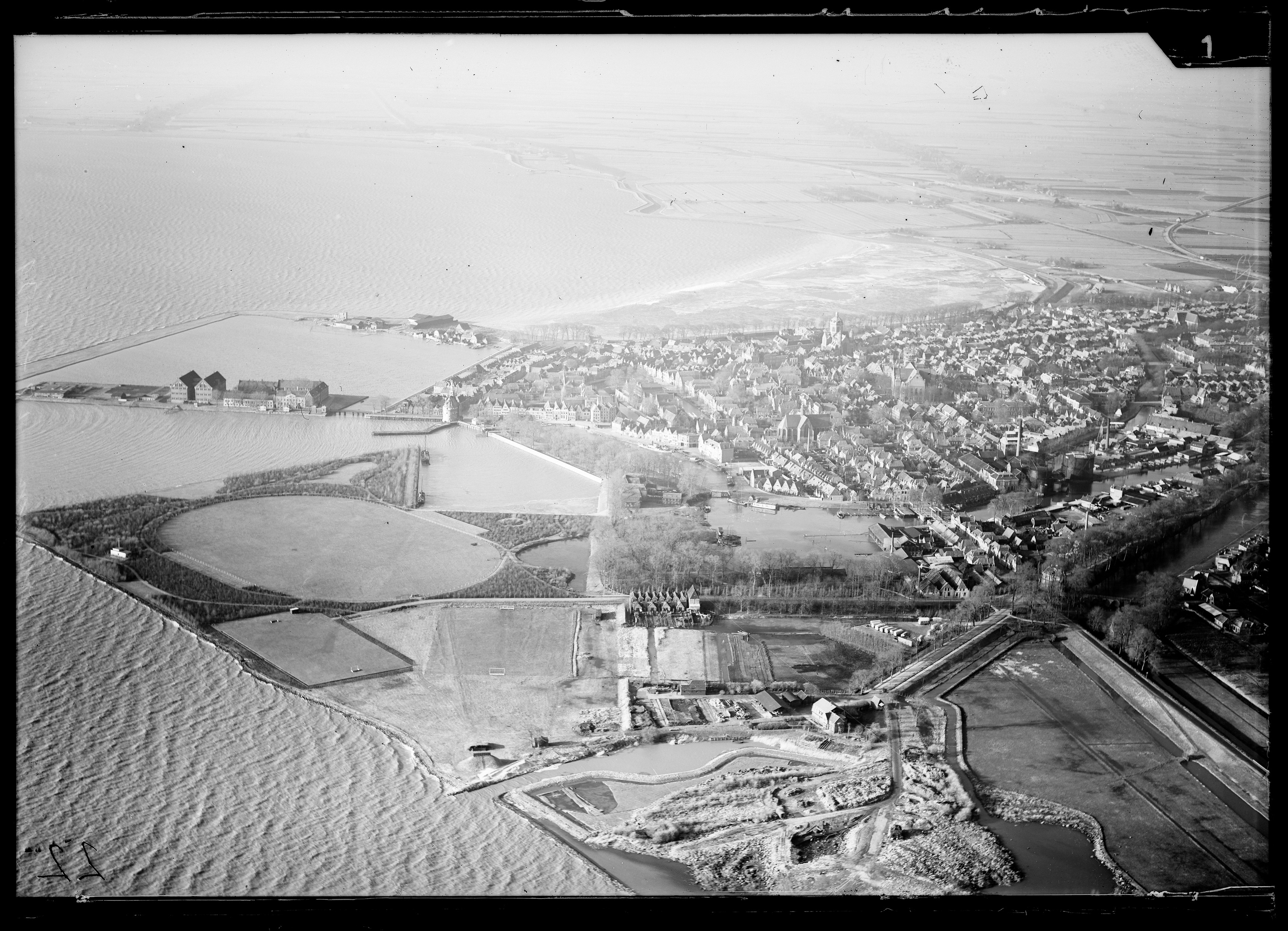
Luchtfoto (1920-1940)

De oude binnenstad van Hoorn is goed bewaard gebleven, met de structuren van de middeleeuwse stad met vestingwerken van omstreeks 1576, nog herkenbaar. De Roode Steen en Grote Oost vormen nog altijd twee belangrijke gebieden met grotendeels nog oude bebouwing. Hoewel het Grote Noord en het West dan weer veel vernieuwing hebben ondergaan, hebben die straten wel hun originele structuur behouden. In het gebied liggen ook de Veermanskade met een vrijwel compleet beschermde gevelwand en daartegenover de Hoofdtoren, de Grote Sluis, het schiereiland Baadland en de Appelhaven met het kunstmatige eiland genaamd Venidse. Binnen het gebied liggen ook de oudste havengebieden van de stad: de Appelhaven, Karperkuil en de Binnenhaven en naast het Oostereiland de Buitenhaven.
De bescherming is vooral bedoeld om de ontwikkeling van de historisch gegroeide binnenstad te blijven tonen. 